# أوكايا (ناغانو)
مدينة أوكايا (باليابانية:岡谷市) هي أحد المدن التابعة لمحافظة ناغانو. تأسست رسميًا في 01/04/1936. ويقدر عدد سكانها بـ 53722 نسمة حسب تقدير مكتب الإحصاء الياباني لعام 2012. تبلغ مساحة أوكايا 85.14 كم2. بكثافة سكانية تبلغ 631 نسمة/كم2.

## توأمة
لأوكايا (ناغانو) اتفاقيات توأمة مع كل من:
- ماونت بليزانت (يونيو 1965 - )
- هيغاشيزو (2 مارس 1985 - )
- تامانو (1 أكتوبر 1980 - )
- توميوكا (15 أكتوبر 1972 - )

## أعلام
- ريو كيشيدا
- فومي هاما
- غورو ناكامورا